# Ramón Cabrera (friidrottare)
Ramón Cabrera, född 30 maj 1938, död 17 maj 2024, varr en argentinsk friidrottare. Han deltog vid olympiska sommarspelen 1972.